# Alexandre Couttet
Pas d'image ? Cliquez ici

a Compétitions nationales et continentales officielles uniquement.

b Matchs officiels uniquement.
Alexandre Couttet, né le 21 avril 1971 à Chamonix, est un joueur de rugby à XIII français évoluant au poste d'ailier ou de demi d'ouverture. Originaire du Pontet, il rejoint jeune la formation de Limoux puis Carcassonne. C'est avec Saint-Gaudens qu'il effectue ses premiers pas en senior avec un titre de Coupe de France en 1992. Il connaît au cours de sa carrière plusieurs clubs obtenant des titres de Championnat de France en 1998 avec Saint-Estève et 2000 avec Toulouse, ainsi qu'un second titre de Coupe de France en 1998. Il connaît des convocations en équipe de France comptant une sélection en 1994.
Après sa carrière sportive, il devient préparateur physique pour Lézignan entre autres et tient le rôle d'entraîneur à Lézignan, Marseille et Carcassonne. Entre-temps, il prend en main le pôle espoirs de Carcassonne avec direction des joueurs comme Rémi Casty, Thomas Bosc, Grégory Mounis ou Olivier Élima.

## Biographie
Adjoint de Laurent Garnier à Carcassonne, il assure dans un premier temps l’intérim à la suite de la mise à l'écart de celui-ci en mars 2015 avant d'être confirmé dans cette fonction d'entraineur pour la saison 2015-2016. Il se retire en 2016 après deux finales perdues de Championnat de France.

## Palmarès

### En tant que joueur
- Collectif :
  - Vainqueur du Championnat de France : 1998 (Saint-Estève) et 2000 (Toulouse).
  - Vainqueur de la Coupe de France : 1992 (Saint-Gaudens) et 1998 (Saint-Estève).

### En tant qu'entraîneur
- Collectif :
  - Finaliste du Championnat de France : 2015 et 2016 (Carcassonne).